# Stridsvagn Centurion i Sveriges försvarsmakt

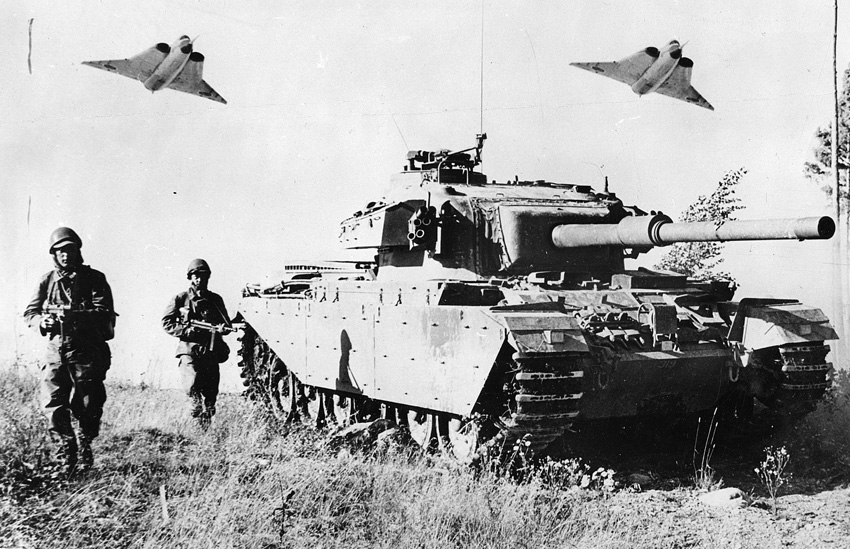
En stridsvagn 101 Centurion som framrycker med svenskt infanteri med två J 35 Draken i bakgrunden.

Stridsvagn Centurion (strv C) är en brittisk stridsvagn som tjänstgjorde i Sveriges försvarsmakt från 1953 till början av 2000-talet.
Från början avsedd att betecknas stridsvagn m/53 blev det den första stridsvagnen som namngavs efter det beteckningssystem som ersatte modellårssystemet (m/år), där vagnen erhåller ett siffernummer som inleds med kalibern på eldröret i hela centimeter avrundat neråt följt av ett löpnummer för vilken vagn i ledet per kaliber den är. Första Centurion-varianten blev således stridsvagn 81, första vagnen med 8 cm eldrör, vilken följdes av stridsvagn 101, första vagnen med 10 cm eldrör, följd av stridsvagn 102, 104, 105 och 106, de två sista ej antagna.

## Historia
Direkt efter andra världskriget stod det klart att den brokiga svenska stridsvagnsparken var föråldrad. Kungliga arméförvaltningens (KAF) utredning visade att den mest kostnadseffektiva ersättaren var den brittiska stridsvagnen Centurion Mark III, som skulle kunna uppgraderas i framtiden. Storbritannien var dock inte redo att leverera sådana innan egna behov var täckta, vilket beräknades ta fem till femton år. Därför testade Sverige bland annat de franska AMX-13, men ÖB general Nils Swedlund, ville hellre ha en tyngre stridsvagn med kraftigare pansar för att klara av hotet från taktiska atomvapen varför projekt KRV inleddes. 
I december 1952 ändrade Storbritannien uppfattning på grund av statsekonomiska trångmål och i årsskiftet 1952/1953 beslöt försvarsminister Torsten Nilsson att köpa Centurion, varvid både KAF och arméchefen general Carl August Ehrensvärd förbigicks. General Ehrensvärd hade varit kritisk till Centurion och hävdat att den var "väl tung för svenska förhållanden och dyrbar, även i drift".  

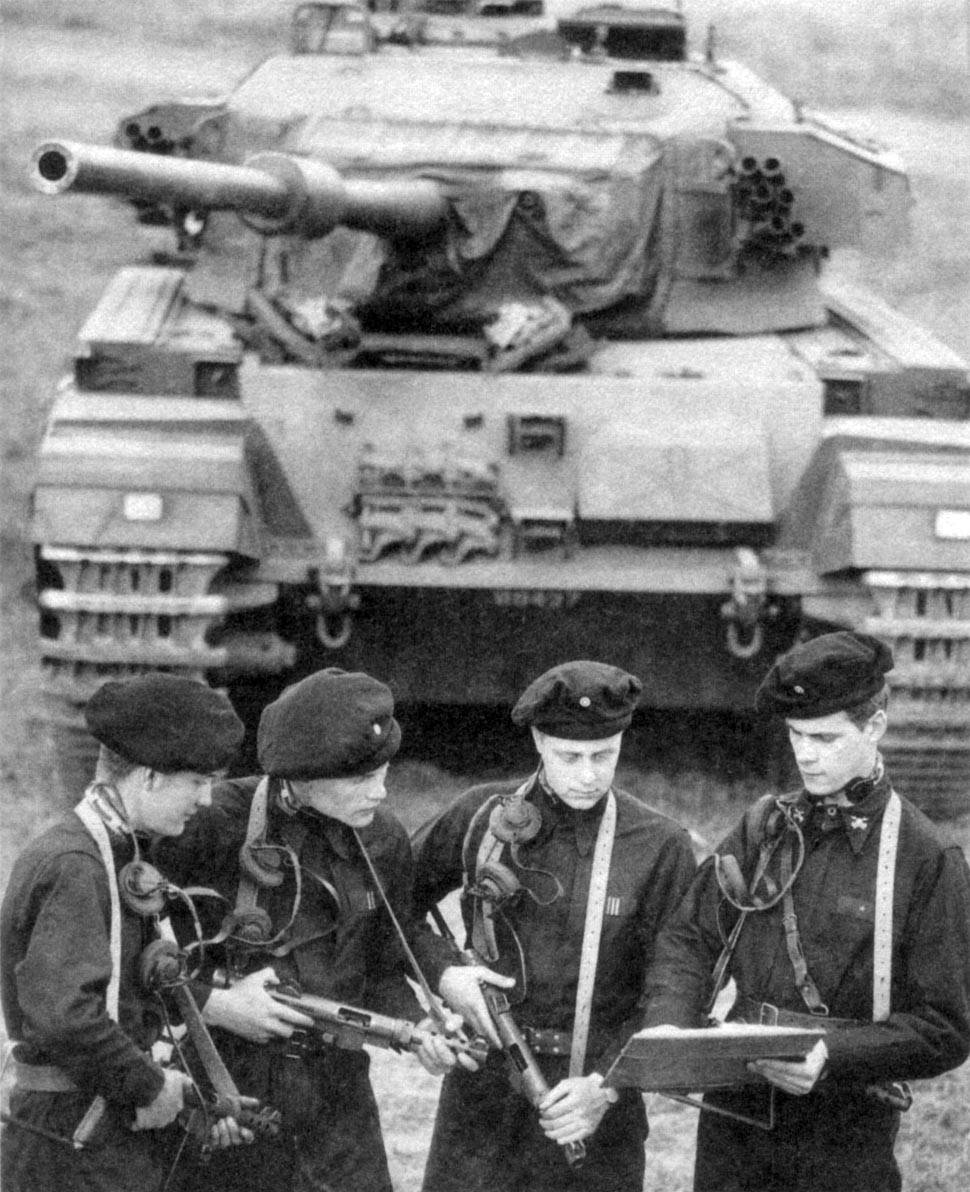
Svensk pansarbesättning framför deras stridsvagn 81.

En order på åttio Centurion Mark 3 lades i januari 1953. De första anlände till Sverige den 2 maj 1953 direkt från brittiska mobiliseringsförråd. Stridsvagnarna stationerades vid Skånska dragonregementet (P 2) med beteckningen strv 81 (numret 81 visar att det var den första svenska stridsvagnen med 8 cm kanonkaliber). År 1955 inköptes 160 Centurion Mark 5 för att uppgradera pansarbrigaderna. Dessa vagnar utgjorde kärnan i pansarbrigaderna till början av 1960-talet. Både Mark 3 och Mark 5 var tillverkade i brittiska tum-mått.
År 1958 beslutades om inköp av 110 Centurion Mark 10 med en 10,5 cm Royal Ordnance L7 högtryckskanon, som dessutom övergått till NATO-standardens meter-system för mått och skruvar. Den fick svensk beteckning strv 101.
Under 1964–1966 moderniserades samtliga Centurion Mark 3 och 5, som fick samma 10,5 cm pjäs som strv 101. Därför fick de den nya beteckningen strv 102.
År 1980 beslöt armén att inleda skrotningen av Centurionvagnarna i syfte att ersätta dem med en ny svensktillverkad stridsvagn, Stridsvagn 2000. Detta ändrades i samband med försvarsbeslutet 1982 i väntan på den nya vagnen och några år därefter sköts det nya fordonet på framtiden.  
Istället utfördes mellan 1983 och 1987 "”torn-REMO" (REnovering och MOdifiering) där riktmaskineriet fick nya gyron, riktdon och elektronikdelar för ökad precision, ny eldledning med laseravståndsmätare och måldator, mörkerstridsutrustning inkluderande 71 mm Lyran lyskastare samt värmemanschett över eldrör, avgasrör och ljuddämpare. Dessutom förstärktes frontpansaret på strv 102 för att få samma skydd som strv 101. Slutligen fick samtliga vagnar, bland de första i världen, reaktivt pansar från FFV Ordnance till skydd mot pansarspränggranat. Samtidigt med REMO fick 80 st strv 102 dessutom ett nytt motorpaket bestående av en Continental dieselmotor och en automatlåda från Allison. Dessa vagnar med betydligt större rörlighet och enklare underhåll fick beteckningen strv 104. Innan det stod klart att köpet av strv 122 skulle kompletteras med den enklare strv 121 fanns prototypen klar för en sista uppgradering av Centurion i form av strv 105, men detta skrinlades när Leopard 2 började levereras. 
Förutom stridsvagnarna i de reguljära förbanden har ett antal försöksvagnar funnits. Det gjordes mängder av försök med Centurionstridsvagnen. Den provades bland annat som pansarvärnsrobotfordon, broläggare och schaktmaskin. I mitten av 1980-talet anskaffas trettio kopior på den sovjetiska minvälten KMT-4, vilket gjorde att vissa Centurion fick anta rollen som minröjare.  
I början av 1990-talet inköptes 16 begagnade Centurion Mark 7 i nyskick från Schweiz (à 10.000 SFr) för att användas i analyser av skydd och verkan. Dessa stationerades huvudsakligen på FMV i Karlsborg. Vid utprovningen av det svenskutvecklade ballistiska skyddet till Strv 122 framkom behovet av en mobil 12 cm kanon, varför lösningen blev att installera en 12 cm L44:a i en av testvagnarna. Denna Centurion var fortfarande i bruk 2009 som skjutrigg och var troligen världens enda Centurion med så tung beväpning.[källa behövs]

## Stridsvagn 81
År 1953 levererades 80 vagnar av Centurion Mark 3 (C III), vilka följdes upp 1955 med 160 vagnar av Centurion Mark 5 (C V). Samtliga vagnar var försedda med en gyrostabiliserad 8,4 cm kanon (Ordnance QF 20-pdr) och instrumenteringen i engelska enheter, skruvgängor i icke NATO-standard. De betecknades stridsvagn 81 (första vagnen med 8 cm kanon).
C III-vagnarna (mark 3) – stridsvagn 81 A – togs ur brittiska förråd och kom med brittiska 7,92 mm Besa-kulsprutor, vilka sedermera byttes ut mot svenska 8 mm ksp m/36.
C V-vagnarna (mark 5) – stridsvagn 81 B – hade annan inre och yttre utrustning, såsom fästen för bandankare på fronten, där C III istället bar en förrådslåda. På vagnchefens kupol fanns även ett stativ för en extra kulspruta. Vissa C V-vagnar kom med krutgasejektor på eldröret, kallat eldrör typ B, där resterande C V- och C III-vagnar hade eldrör utan krutgasejektor, kallat eldrör typ A. Eldrör hopblandades stundom, varför vissa C III-vagnar ibland bar eldrör med krutgasejektor.

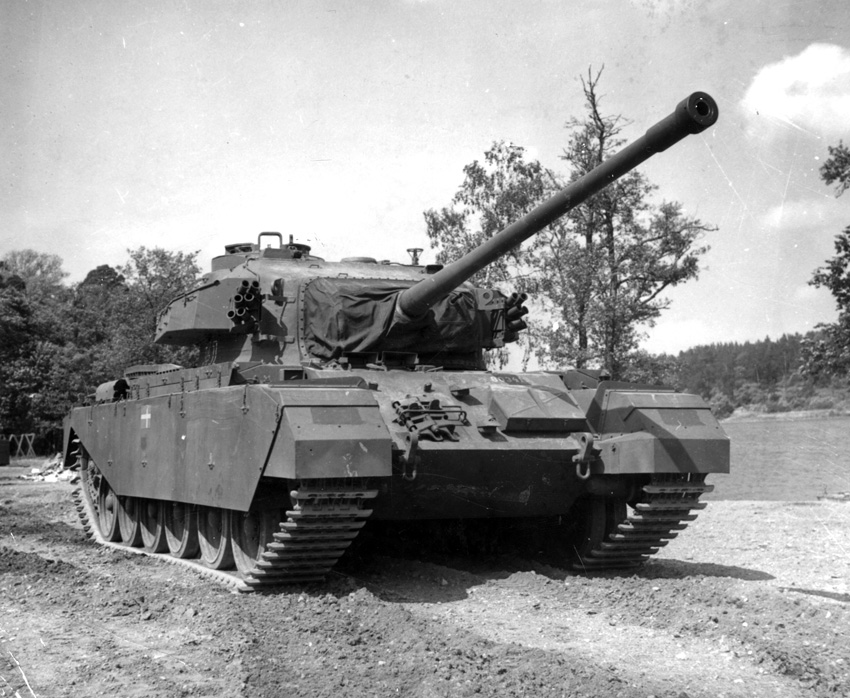
strv 81A (C III) med A-rör
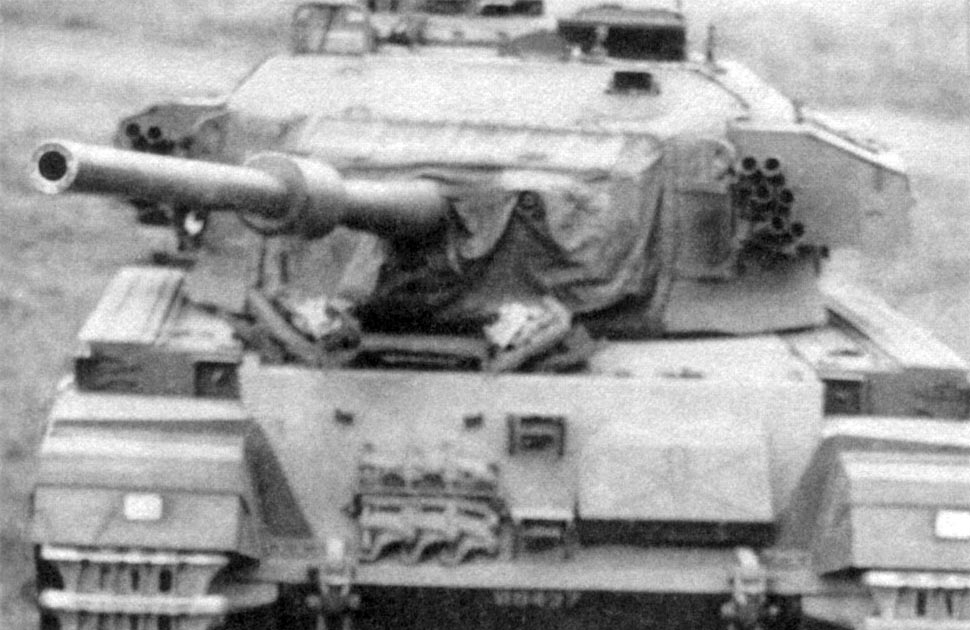
strv 81A (C III) med B-rör[a]
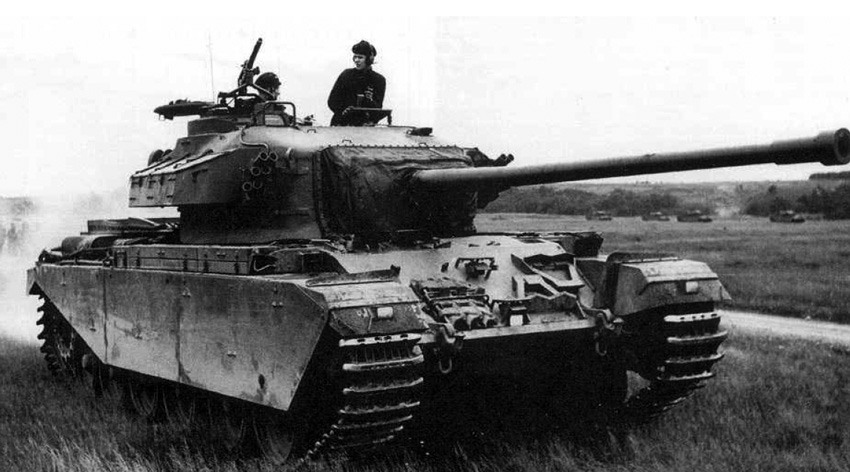
strv 81B (C V) med A-rör
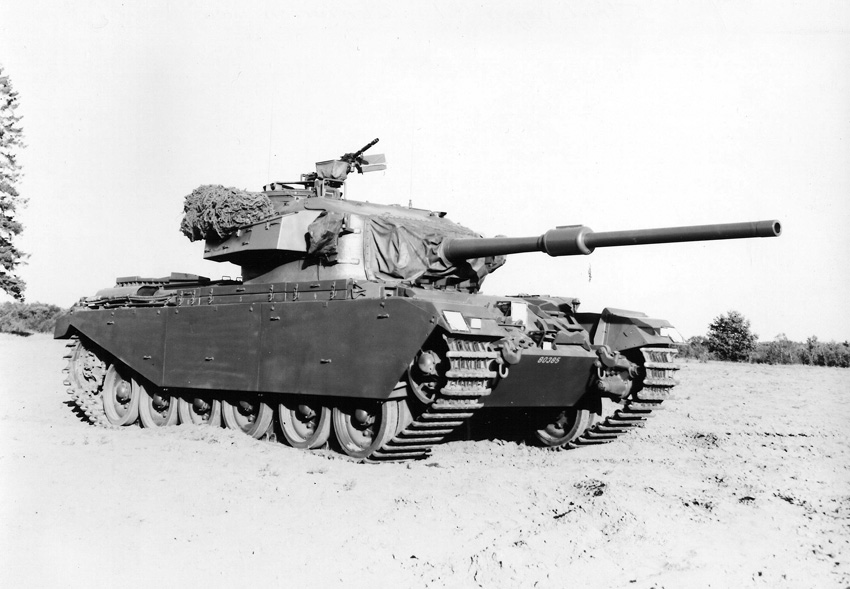
strv 81B (C V) med B-rör

## Stridsvagn 101
Åren 1959–1960 levererades 110 vagnar av typen Centurion Mark 10 (C X).
Vagnen skiljer sig från stridsvagn 81 på flera punker: ny gyrostabiliserad 10,5 cm kanon (Royal Ordnance L7), bättre frontpansar (120 mm pansarstål i stället för 76 mm), drivmedelstank ökad från 540 till 1000 liter, nytt torn med tornkorg (roterande golv i tornet) och ny kanonmantel, skruvgängor av NATO-standard samt instrumentering i metriska enheter. Den svenska beteckningen blev stridsvagn 101 (strv 101), då det var den första stridsvagnen med kaliber över 10 cm.
Vagnarna kunde övningbestyckas med samma 8,4 cm eldrör som satt i stridsvagn 81. Bakstyckena var analoga.[källa behövs]

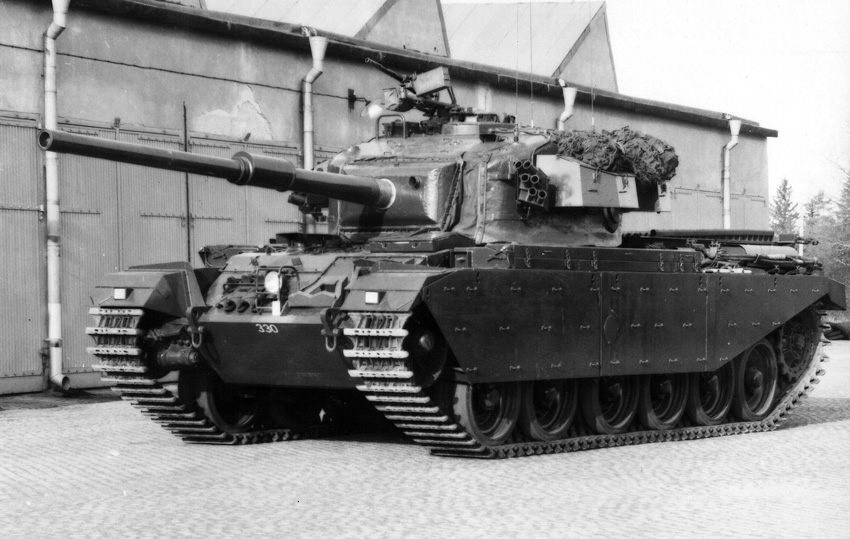
strv 101 från sidan
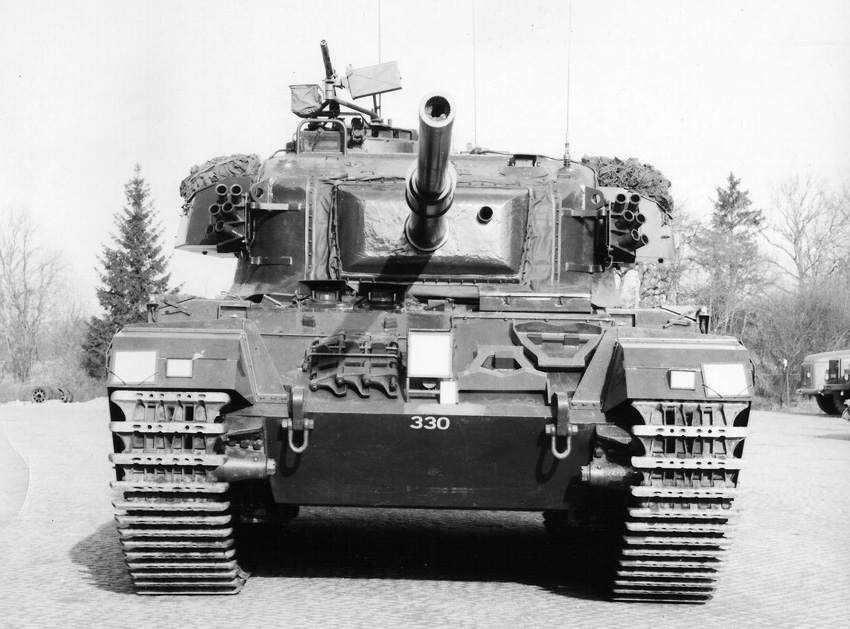
strv 101 framifrån
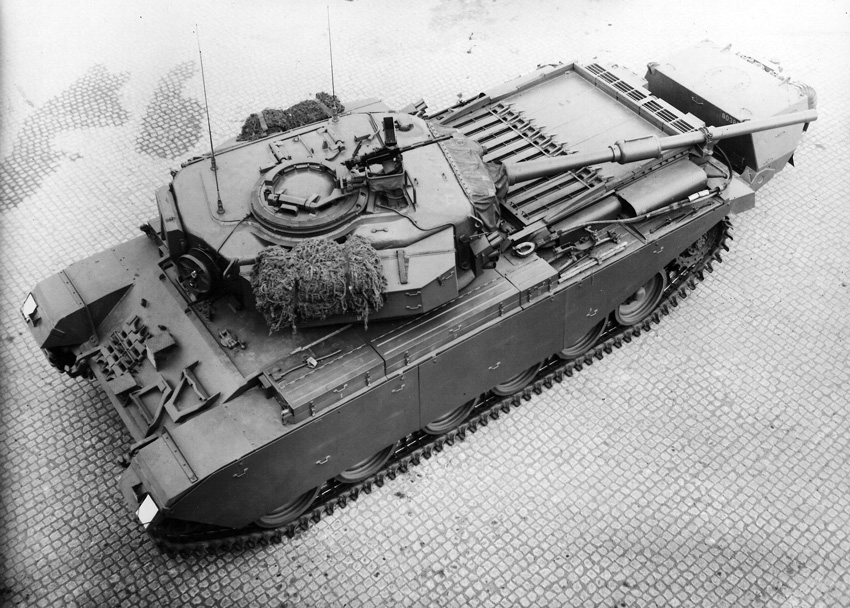
strv 101 ovanifrån
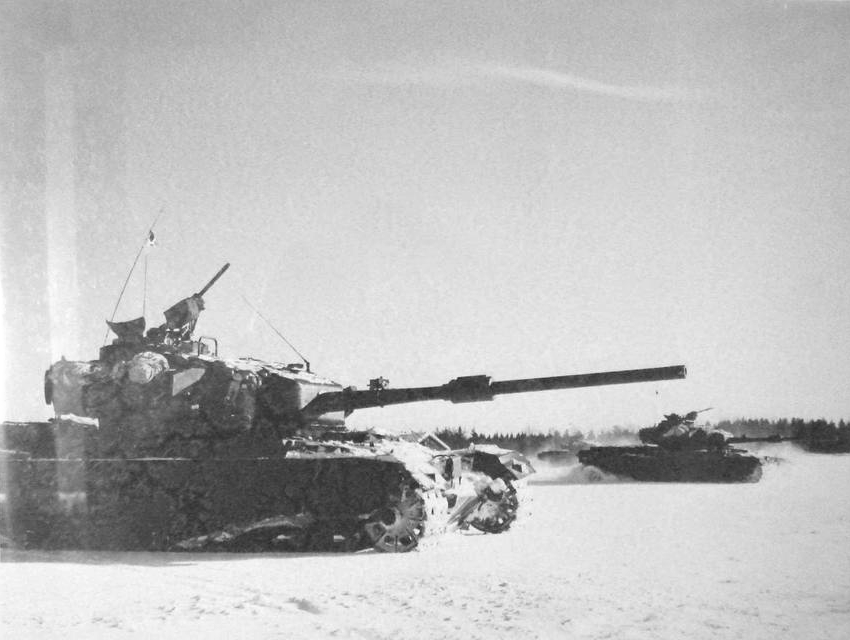
strv 101 med 8,4 cm kanon

## Stridsvagn 102
Åren 1964–1966 modifierades samtliga 240 stridsvagn 81 med en 10,5 cm kanon (Royal Ordnance L7), samt utrustades med två Ra 421 (radiostation 421) och gavs beteckningen stridsvagn 102 (strv 102).

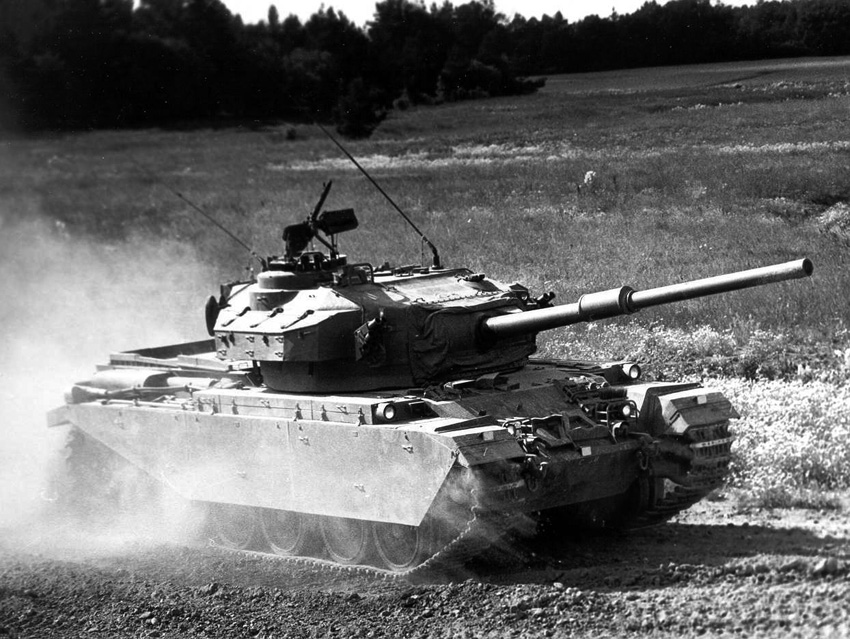
strv 102 under gång
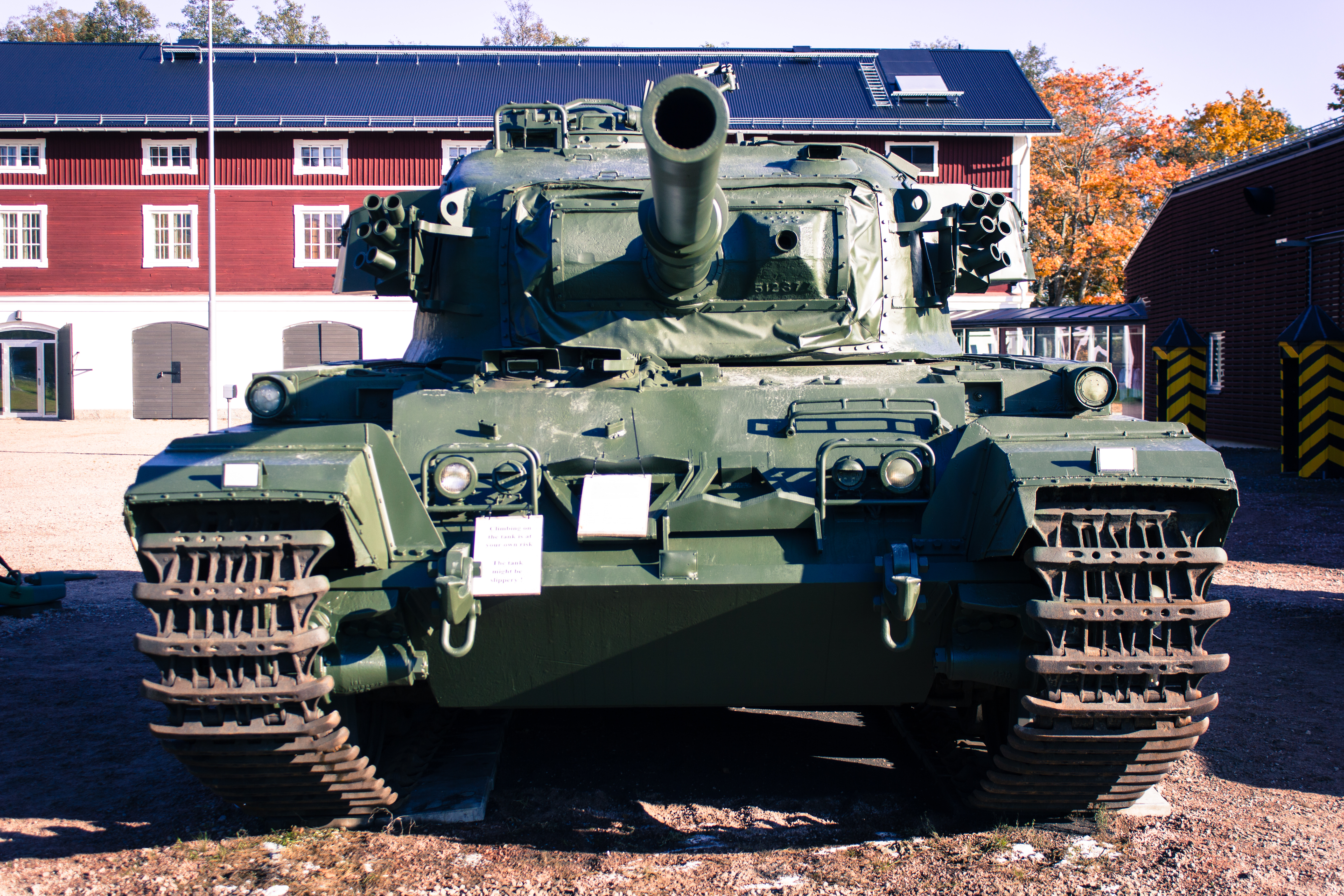
strv 102 framifrån
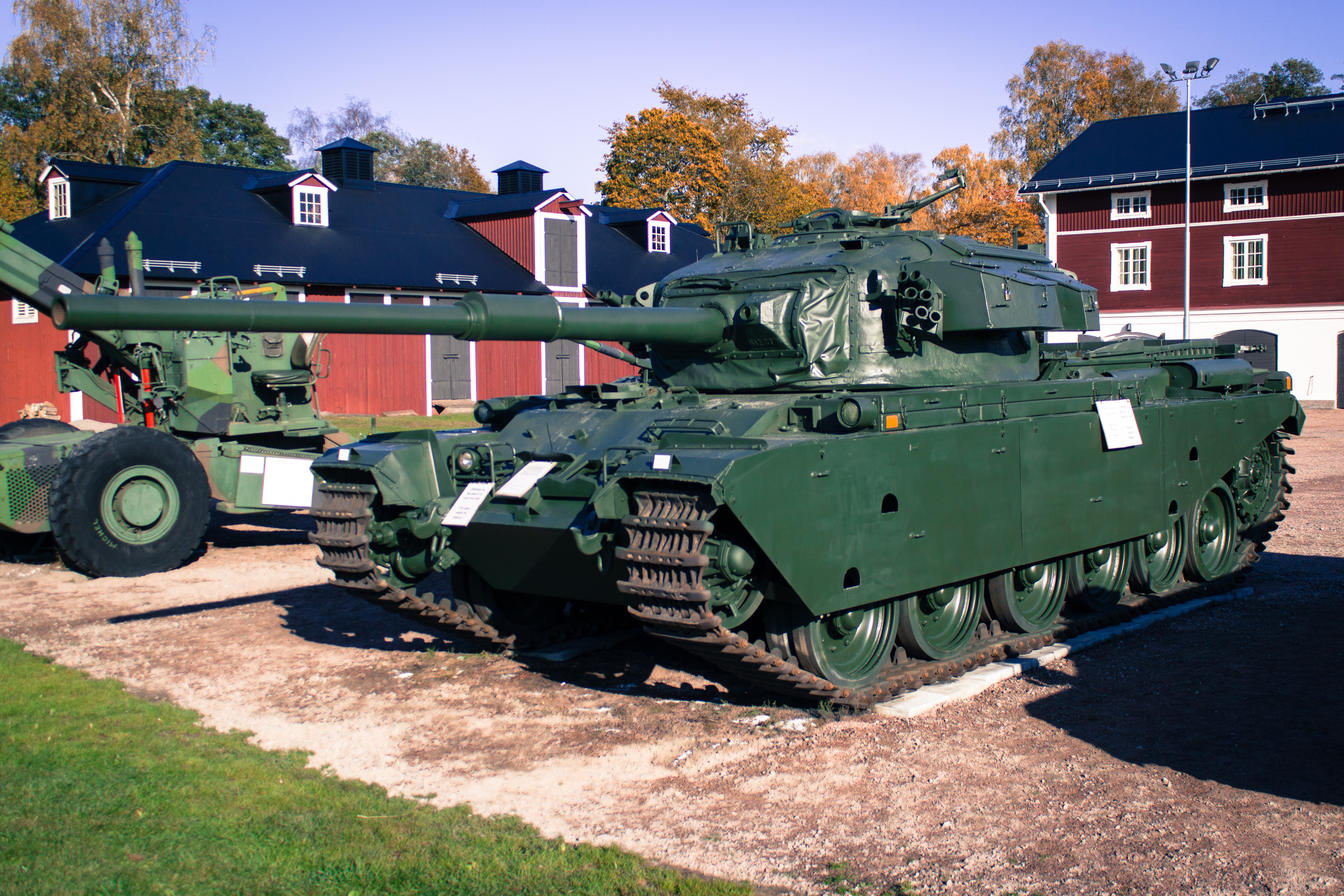
strv 102 från sidan

## Stridsvagn 101R

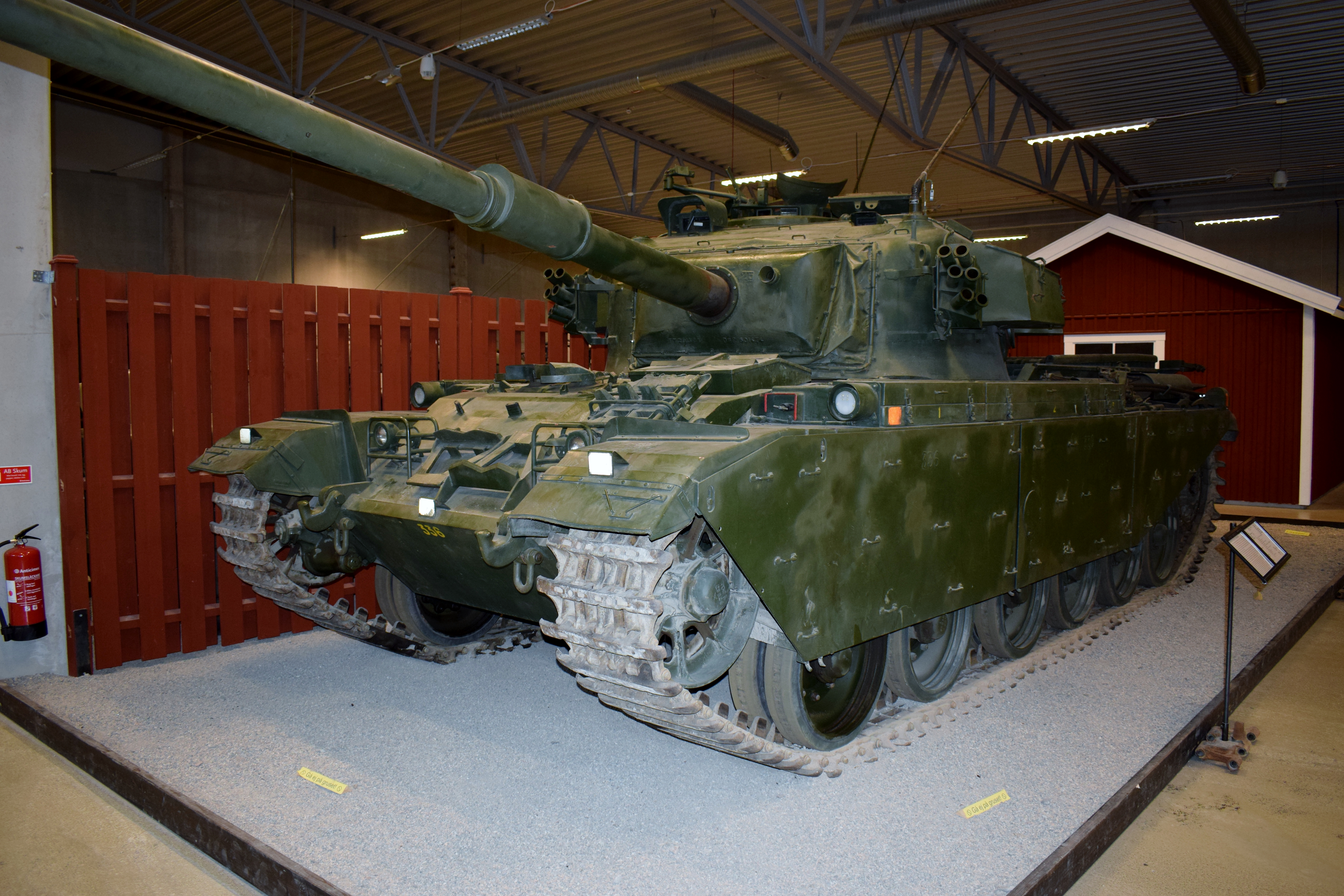
strv 101R (REMO)

Åren 1983–1987 genomgick stridsvagn 101 en så kallad REMO (renovering och modifiering) och fick tillägget R.
Programmet, kallat ”torn-REMO”, utfördes vid AB Bofors i Karlskoga. Där ingick bland annat följande:
- laseravståndsmätare i ett nytt sikte för skytten framför vagnchefens kupol på taket
- två 71 mm Lyran-lyskastare på taket

Vagnen avregistrerades 2005.

## Stridsvagn 102R

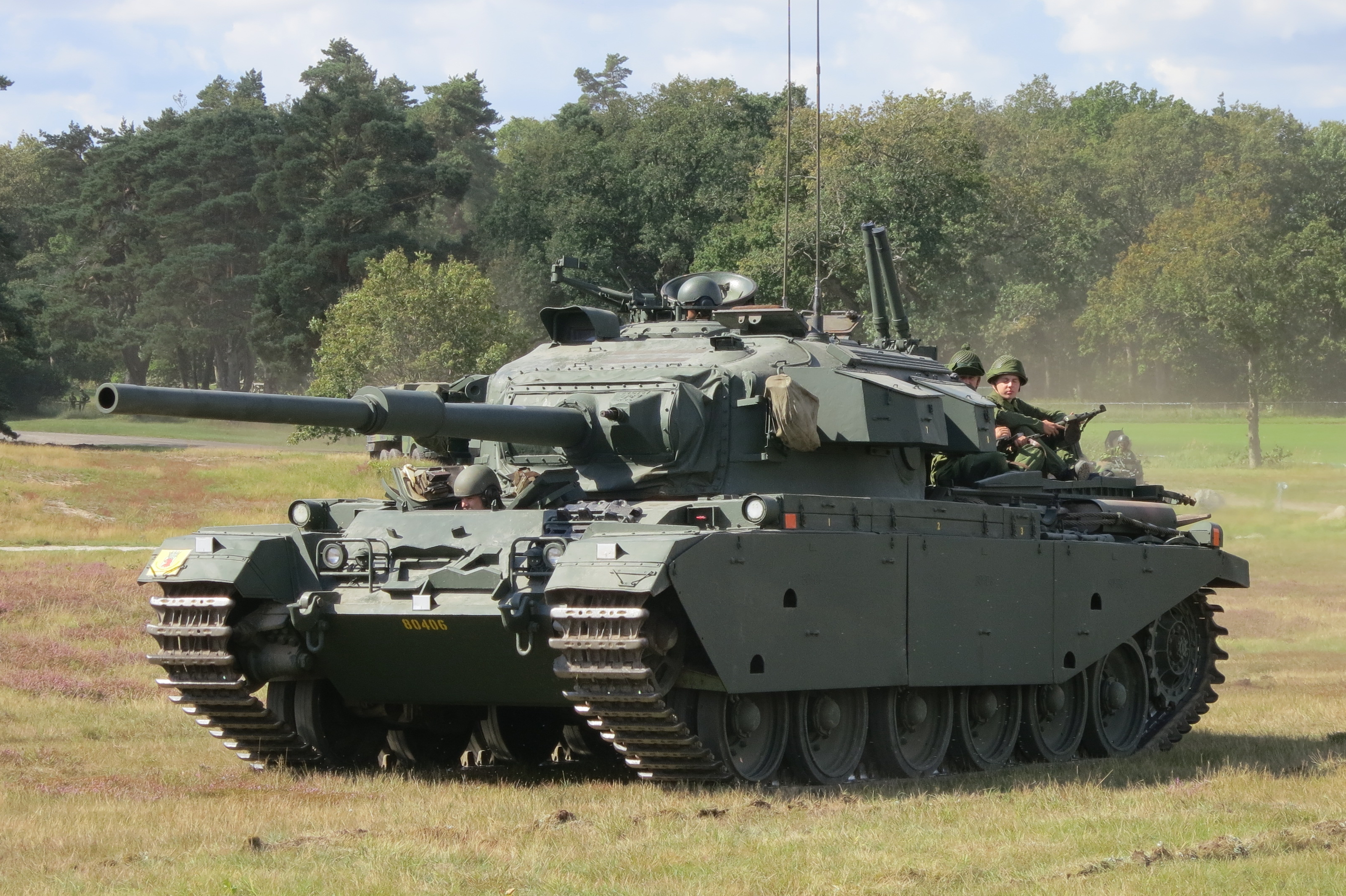
strv 102R (REMO)

Åren 1983–1987 genomgick 158 stridsvagn 102 en REMO (renovering och modifiering) och fick tillägget R.
Programmet utfördes vid AB Bofors i Karlskoga. Där ingick bland annat följande:
- laseravståndsmätare i ett nytt sikte för skytten framför vagnchefens kupol på taket
- två 71 mm Lyran-lyskastare på taket
- ökat pansartillägg för att nå samma skydd som strv 101 (övre frontpansar: 76 mm > 120 mm)

Vagnen avregistrerades 2006.

## Stridsvagn 104

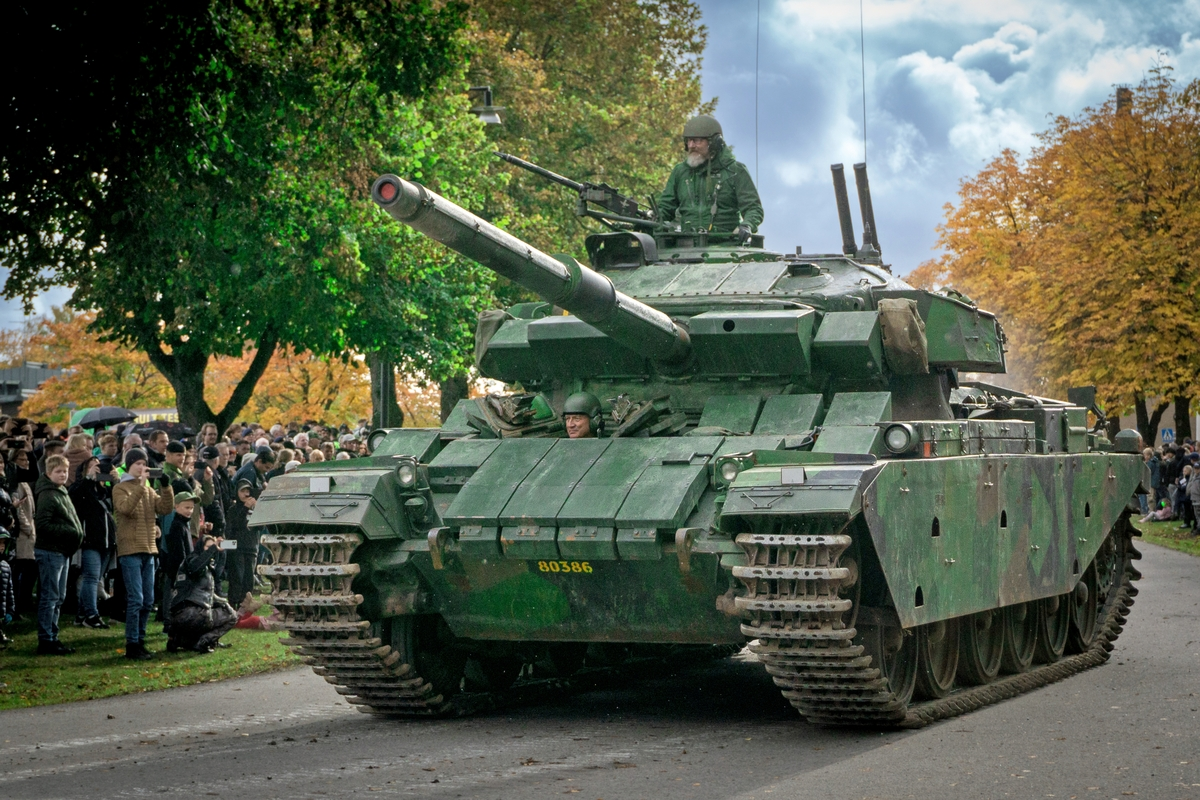
strv 104

Åren 1984–1987 genomgick 80 vagnar av typen strv 102 modifiering till stridsvagn 104.
Programmet utfördes vid Hägglunds & Söner AB i Örnsköldsvik. I uppgraderingen infördes bland annat följande:
- laseravståndsmätare i ett nytt sikte för skytten framför vagnchefens kupol på taket
- två 71 mm Lyran-lyskastare på taket
- ökat pansartillägg för att nå samma skydd som strv 101 (övre frontpansar: 76 mm > 120 mm)
- ny dieselmotor och automatväxellåda för väsentligt ökad rörelseförmåga
- montering av explosivt reaktivt pansar av israelisk modell

Samtliga Stridsvagn 104 tilldelades Kristianstadsbrigaden med beteckningen strv 104. Från 1993 kom vagnarna bemannas av Södermanlandsbrigaden och Gotlandsbrigaden.

## Stridsvagn 105

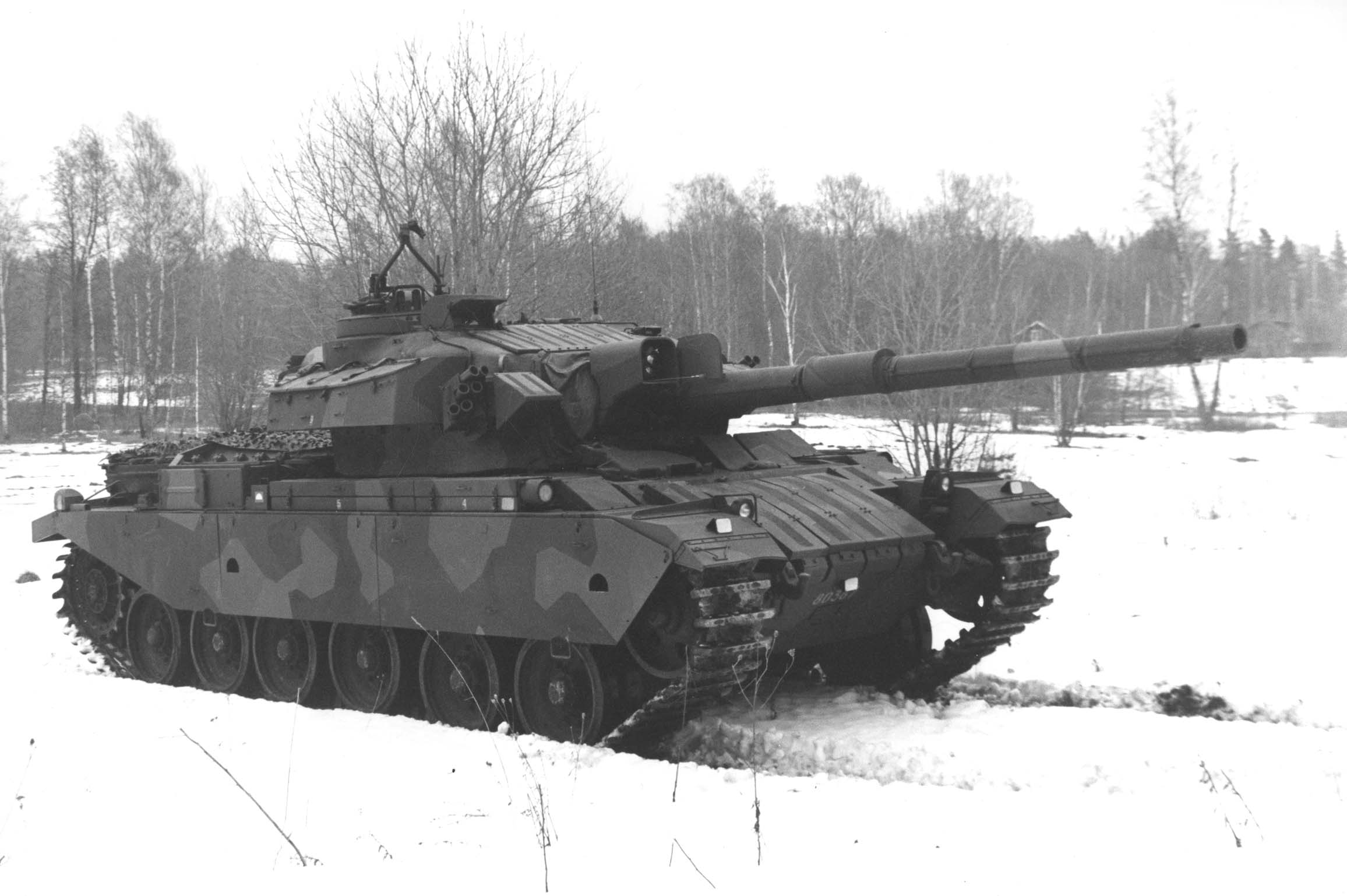
strv 105

Stridsvagn 105 var en modifierad stridsvagn 104, bland annat med ny upphängning med bättrat fjädringssystem till bandaggregatet, IR-sikte (värmekamera) och ny förarlucka. 
Endast byggd som prototyp. Vagnen togs fram 1994 för komplettera den stridsvagn som skulle väljas i samband med FMV:s upphandling av ny stridsvagn, i början av 1990-talet. När Leopard 2 köptes in som stridsvagn 121 och 122 lades projektet ner.
Prototypen finns bevarad i Gotlands försvarsmuseum samlingar.

## Stridsvagn 106
Stridsvagn 106 var ett förslag till att uppgradera alla stridsvagn 101R till stridsvagn 105-standard etc.
Ingen prototyp byggd och nedlagd i samma veva som stridsvagn 105.

## Bärgningsbandvagn 81

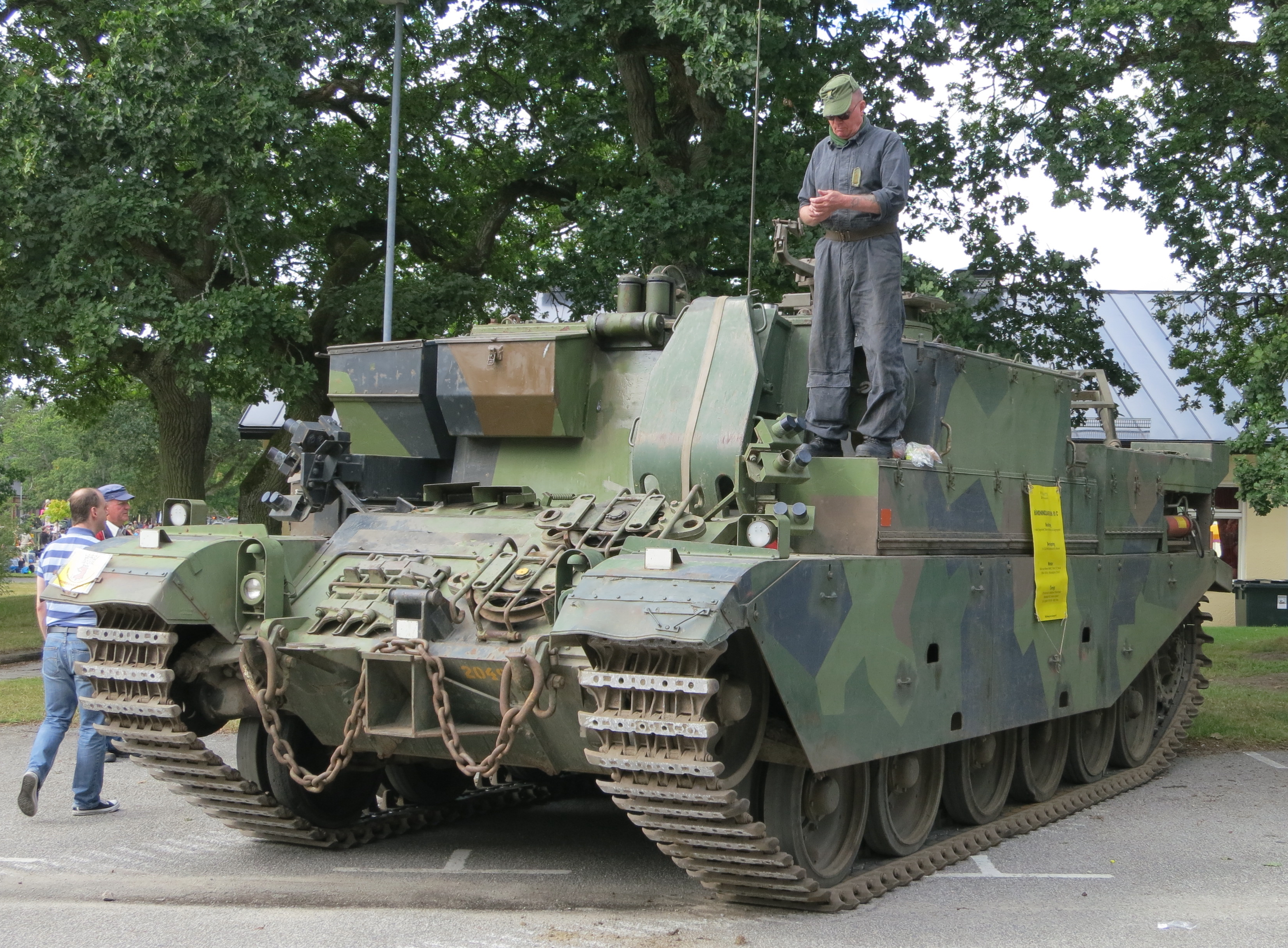
bgbv 81

Bärgningsbandvagn 81 var en bärgningsbandvagn baserad på samma chassi som stridsvagn 81 och användes tillsammans med stridsvagn 81, 101, 102 och 104.

## Brobandvagn 81
Brobandvagn 81 var en broläggare på stridsvagn 81-chassiet.

## Data
| Vagn:                     | strv 81                                             | strv 101                                         | strv 102                                         | strv 104                                         |
| Centurion-modell:         | C III / C V                                         | C X                                              | C III / C V                                      | C III / C V                                      |
| Antal:                    | 240 st (80 st C III, 160 st C V)                    | 110 st                                           | 240 st (strv 81 mod)                             | 80 st (strv 102 mod)                             |
| Vikt:                     | 50 000 kg                                           | 52 000 kg                                        | 50 000 kg                                        | 54 000 kg                                        |
| Längd med kanonen framåt: | 9,620 m                                             | 9,850 m                                          | 9,850 m                                          | 9,854 m                                          |
| Vagnkroppens längd:       | 7,550 m                                             | 7,600 m                                          | 7,550 m                                          | 7,823 m                                          |
| Bredd:                    | 3,370 m                                             | 3,400 m                                          | 3,370 m                                          | 3,390 m                                          |
| Höjd:                     | 2,940 m                                             | 3,000 m                                          | 2,940 m                                          | 3,009 m                                          |
| Marktryck:                |                                                     |                                                  |                                                  | 0,6 kg/cm²                                       |
| Maxhastighet på väg:      | 30–35 km/h                                          | 30–35 km/h                                       | 30–35 km/h                                       | 45–50 km/h                                       |
| Maxhastighet i terräng:   |                                                     |                                                  |                                                  |                                                  |
| Hindertagningsförmåga:    |                                                     |                                                  |                                                  | 0,914 m                                          |
| Dikestagesförmåga:        |                                                     |                                                  |                                                  | 3,3 m                                            |
| Framlutningsgräns:        |                                                     |                                                  |                                                  | 60 %                                             |
| Sidlutningsgräns:         |                                                     |                                                  |                                                  | 40 %                                             |
| Bränslekapacitet:         | 550 l                                               | 1035 l                                           | 950 l                                            | 1200 l                                           |
| Pansar:                   | 17–152 mm                                           | 17–152 mm                                        | 17–152 mm                                        | 17–152 mm (+ reaktivt pansar)                    |
| Motor:                    | Rolls Royce Meteor Mk 4B (vätskekyld Bensin-V12)    | Rolls Royce Meteor Mk 4B (vätskekyld Bensin-V12) | Rolls Royce Meteor Mk 4B (vätskekyld Bensin-V12) | Teledyne Continental AVDS 1790 2DC V12           |
| Motorstyrka:              | 650 hk                                              | 650 hk                                           | 650 hk                                           | 750 hk                                           |
| Besättning:               | 4 man                                               | 4 man                                            | 4 man                                            | 4 man                                            |
| Stridsvagnskanon:         | 8,4 cm kan m/53 strv (Ordnance QF 20pdr)            | 10,5 cm kan strv 101 och 102 (Royal Ordnance L7) | 10,5 cm kan strv 101 och 102 (Royal Ordnance L7) | 10,5 cm kan strv 101 och 102 (Royal Ordnance L7) |
| Kulsprutebeväpning:       | 1 st 8 mm ksp m/36 (C III) 2 st 8 mm ksp m/36 (C V) | 2 st 7,62 mm ksp m/36                            | 2 st 7,62 mm ksp m/36                            | 2 st 7,62 mm ksp m/36                            |
| Tillverkare:              | Leyland British Ordnance Vickers                    | Leyland British Ordnance Vickers                 | Leyland British Ordnance Vickers                 | Leyland British Ordnance Vickers                 |

## Avveckling
I samband med att stridsvagn 121 skulle levereras till Sverige 1994 och beslutet om anskaffning av stridsvagn 122 var taget, började de kvarvarande Strv 101 och Strv 102 att utrangeras 1992 i väntan på skrotning. Kvar fanns 80 stycken Strv 104 vid Kristianstadsbrigaden (PB 26), dock skulle denna brigad avvecklas 1994. I samband med denna avveckling kom 60 stycken av Kristianstadsbrigadens stridsvagnar att överföras 1992 till Södermanlandsbrigaden (MekB 10), där de var i tjänst fram till 1994, då de överfördes till Gotland för att uppgradera och modernisera Gotlandsbrigaden (MekB 18). Stridsvagnarna kom att tjänstgöra vid Gotlandsbrigaden till 2000 års försvarsbeslut, då stridsvagnsutbildningen upphörde vid brigaden och stridsvagn 104 utrangerades och skrotades.